# Автопортрет Шевченко (1847)
Автопортрет Шевченко — автопортрет Тараса Шевченко, выполненный им в Орской крепости в 1847 году, первый автопортрет периода ссылки. Дата написания определяется по времени прибытия Т. Шевченко на службу и  на основании письма А. И. Лизогуба от 7 января 1848 года с упоминанием об автопортрете:

«Лист Ваш, коханий друже, я получыв на самисенький новый год. Превелыкая Вам дяка и за лист и за Вас; тилько важко на вас дывытысь».— Киевская старина», 1900, кн. IX, стр. 316
На околыше фуражки обозначение: 3. Р. — третья рота Отдельного Оренбургского корпуса, куда Шевченко  был определён на военную службу рядовым.
Автопортрет хранился в альбоме и в журнале А. И. Лизогуба (л. № 19). Рисунок Лизогуб чернилами подписал: Т. Шевченко. В правом верхнем углу чернилами написано: 19.
Известен под разными названиями: «Автопортрет в солдатской форме»; «Шевченко — солдат»; «Тарас Шевченко в солдатском мундире».
Хранится в Национальном музее Тараса Шевченко. Прежде находился в собственности А. И. Лизогуба, Галаганов, Е. К. Трегубова, К. Е. Трегубовой, И. А. Косенко.
В 1951 году экспонировался на выставке изобразительного искусства Украинской ССР* в Москве.